# Plesiochelyidae
Plesiochelyidae es una familia extinta de tortugas del clado Thalassochelydia originalmente clasificada dentro del suborden Cryptodira, pertenecientes en su mayoría al período Jurásico. Un estudio alternativo colocó al clado Thalassochelydia en Angolachelonia y fuera de Testudines.